# Norbert Littmann
Norbert Littmann (* 1. November 1958) ist ein ehemaliger deutscher Fußballspieler und späterer Fußballtrainer.

## Sportliche Laufbahn
Der Abwehrspieler Littmann spielte von 1975 bis 1988 für den F.C. Hansa Rostock, bei dem er am 26. August 1978 sein Pflichtspieldebüt in der 1. Mannschaft gab.  Er absolvierte insgesamt 169 Oberligaspiele und erzielte dabei fünf Tore. Am Ende der Saisons 1978/79 und 1985/86 stieg er mit Hansa in die Liga ab und schaffte jeweils den direkten Wiederaufstieg. In den zwei Ligajahren kam er auf 52 Spiele und schoss dabei vier Tore.
In elf Jahren bei den Hanseaten bestritt Littmann weitere 31 Spiele im FDGB-Pokal. Hierbei gelangen ihm zwei Tore. 1987 stand der damalige Sportstudent mit Hansa als Zweitligist im Finale des Wettbewerbs und verlor dieses mit seinen Teamkollegen gegen den 1. FC Lokomotive Leipzig mit 1:4.
Im Anschluss an seine Zeit beim F.C. Hansa, bei dem er am 27. August 1988 letztmals eingesetzt wurde, wechselte Littmann zur Betriebssportgemeinschaft Schiffahrt/Hafen Rostock, der nach der Wende in der DDR unter dem Namen SV Hafen Rostock als Verein im wiedervereinigten Deutschland gegründet wurde. Später trainierte er die dortige Mannschaft in der Verbandsliga Mecklenburg-Vorpommern.

## Erfolge
- FDGB-Pokalfinalist: 1987 (Hansa Rostock)